# Glyphipterix chalcodaedala
Glyphipterix chalcodaedala is een vlinder uit de familie van de parelmotten (Glyphipterigidae). De wetenschappelijke naam van de soort is voor het eerst geldig gepubliceerd in 1913 door Turner.